# Курантная марка

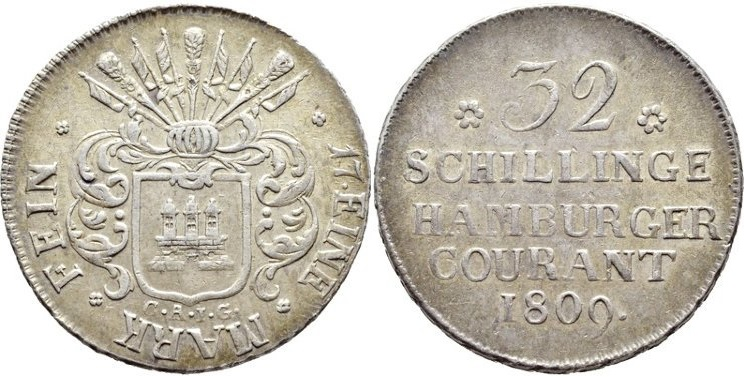
Гамбургская монета номиналом в 32 шиллинга 1809 года. Надпись на аверсе монеты: 1/17 (часть) марки чистого серебра (нем. 17 EINE MARK FEIN). Эталон курант-марки

Курантная (ходячая) марка, курант-марка (нем. Kurantmark, фр. Mark Courant) — общая единица счёта по отношению к серебряным монетам, которая была основной в северных землях ганзейских городов и в соседних государствах до введения золотого стандарта в 1871 году.

## История
В начале своей истории термин марка использовался как весовая единица для серебряных монет. Начиная с XIII века в Любеке для расчётов стала использоваться кёльнская марка. С XV века марка, как денежная единица, стала для многих немецких, балтийских и скандинавских государств основной. С 1403 года 56/10 любекских марок приравнивались к 1 весовой марки чистого серебра.
В 1506-1560 годах в Гамбурге, Люнебурге, Висмаре и Любеке в оборот была введена государственная марка. С 1524 года эталоном весовой единицы для всех немецких земель и земель Балтийского региона стала служить кёльнская марка весом 233,856 грамма. В 1566 году, после принятия Аугсбургского имперского монетного устава основной валютой стал талер, но марка и далее играла важную роль в монетных системах стран и равнялась 16 шиллингам, или ⅓ талера.
В XVIII веке гамбургская и любекская марки стали приравниваться к новому рейхсталеру. 32 шиллинга = 1 рейхсталеру, тогда как девальвированный талер = 9 шиллингам. Позже в ганзейских городах и в соседних княжествах для шиллинговых и марковых монет был введён французский термин курант (фр. Courant) — ходячий. С 1788 года этот термин стал применяться на землях Шлейзвиг-Гольштейна. К XIX веку курант-марка стала основной торговой монетой. 
В 1871 году термин «курант-марка» окончательно исчез в связи с вводом общеимперской валюты — золотой марки/